# Powiat olecko-gołdapski
Powiat olecko-gołdapski – powiat w Polsce (województwo warmińsko-mazurskie), istniejący od 1 stycznia 1999 do 31 grudnia 2001. Obejmował on obszar obecnych powiatów oleckiego i gołdapskiego (oprócz gminy Banie Mazurskie, która należała do powiatu giżyckiego). Jego siedzibą było miasto Olecko.
W skład powiatu wchodziły:
- gminy miejsko-wiejskie: Gołdap, Olecko
- gminy wiejskie: Dubeninki, Kowale Oleckie, Świętajno, Wieliczki
- miasta: Gołdap, Olecko

1 stycznia 2002 powstały odrębne powiaty: olecki i gołdapski.

## Ludność w latach
- 1999 – 58 951[4]
- 2000 – 58 972[5]
- 2001 – 59 065[6]